# Arachnothryx chinajensis
Arachnothryx chinajensis là một loài thực vật có hoa trong họ Thiến thảo. Loài này được (Standl. & Steyerm.) Borhidi mô tả khoa học đầu tiên năm 1987.